# Жубка (приток Волхова)
Жубка (Жупка, Жульбинка) — река в России, протекает по Волховскому району Ленинградской области. Устье реки находится в 36 км по правому берегу реки Волхов у деревни Вельца Бережковского сельского поселения. Длина реки составляет 14 км.
На реке кроме деревни Вельца стоит деревня Жупкино Усадищенского сельского поселения.
Примерно в километре от устья справа в Жубку впадает водоток «Малый».

## Данные водного реестра
По данным государственного водного реестра России относится к Балтийскому бассейновому округу, водохозяйственный участок реки — Волхов, речной подбассейн реки — Волхов. Относится к речному бассейну реки Нева (включая бассейны рек Онежского и Ладожского озера).
Код объекта в государственном водном реестре — 01040200612102000019650.